# 南卡累利阿區
南卡累利阿區（芬蘭語：Etelä-Karjala；按芬兰语又译为南卡尔亚拉区）是芬兰的十九个区之一，原隶属南芬兰省，東鄰俄羅斯。面积为6,872平方公里，2021年6月人口126,282人。首府拉彭兰塔。

## 市镇
南卡累利阿區下分为两个次区，之下共有九個市镇（其中两个使用“城市”的称呼，粗体字）。

### 伊马特拉次区
- 伊馬特拉
- 帕里卡拉
- 勞特耶爾維
- 魯奧科拉赫蒂

### 拉彭兰塔次区
- 拉彭兰塔
- 萊米
- 盧邁基
- 薩維泰帕萊
- 泰帕爾薩里